# Who Wants to Be Alone
"Who Wants to Be Alone" je pjesma nizozemskog DJ-a Tiësta s njegovog albuma Kaleidoscope. Na pjesmi gostuje kanadska pjevačica Nelly Furtado. Objavljena je 5. ožujka 2010. godine u Njemačkoj, no u Finskoj je bila objavljena 2009. godine.

## Popis pjesama
1. "Who Wants to Be Alone" (Radio Edit)
2. "Who Wants to Be Alone" (Album Version)
3. "Who Wants to Be Alone" (Robbie Rivera Juicy Remix)
4. "Who Wants to Be Alone" (Andy Duguid Remix)
5. "Who Wants to Be Alone" (Robbie Rivera Juicy Dub)
6. "Who Wants to Be Alone" (Robbie Rivera Juicy Radio Edit)
7. "Who Wants to Be Alone" (David Tort Remix)

## Glazbeni video
Glazbeni video na početku prikazuje mladu djevojku koja leži na krevetu misleći na bivšeg dečka koji ju je varao. Tada dolaze njene prijateljice i zajedno odu na Tiëstov koncert. Na koncertu vidi bivšeg dečka u društvu druge djevojke, no tada ona upoznaje Tiësta. Bivši dečko ih primijeti te kasnije dolazi do nje i nakon kraćeg razgovora počnu plesati. Na kraju ona i prijateljice odu prošetati vani dok joj bivši dečko sjedi u Maseratiju i zove je da pođe s njim. Zatim ona prođe pored njega i ode do Tiëstovog auta. Video završava nakon što se njih dvoje i par prijateljica odvezu u Tiëstovom Bentleyu.

## Top liste
| Top liste (2009. – 2010.)    | Najviša pozicija |
| ---------------------------- | ---------------- |
| Belgija (Valonija)           | 8                |
| Czech Republic Singles Chart | 12               |
| Danish Singles Chart         | 20               |
| Dutch Top 40                 | 17               |
| Polish Airplay Top 5         | 1                |
| UK Singles Chart             | 91               |
| UK Dance Chart               | 10               |